# Choles
Los choles son una etnia indígena que habita en los estados mexicanos de Chiapas, Tabasco, Campeche y la república de Guatemala, pertenecen a la cultura maya. Los choles se llaman ellos mismos ”Wiñik” que es un vocablo maya cuyo significado es ”hombre o varón”, en su cosmovisión antigua explican su existencia en torno al maíz, que es el alimento sagrado y otorgado por los dioses, principio y fin de la vida; en otras palabras son los “hombres creados del maíz”.
En la sociedad mexicana a los wiñik se les conoce como choles, pero la etnia considera ciertos matices, wiñik significa hombre y xixik significa mujer; pero wiñik también es utilizado para referirse a ellos mismos o a sus congéneres indígenas, utilizando el término wiñikon bā lojon de manera más exclusiva. Regionalmente llaman xk'ukwits a los habitantes de Tumbalá, cuyo significado es los del cerro del quetzal; llaman ajlumob que significa señores de la tierra a los habitantes de Tila y llaman otulob a los habitantes de el Limar.
Por otra parte utilizan el vocablo "kaxlan" para referirse a los extranjeros, ya sean encomenderos, ladinos, finqueros, iglesia, gobierno, para ellos los que "no trabajan", "los que no producen alimento", "los que viven del trabajo de los wiñik".

”Ch'ujtiat, el señor del Cielo, creó la Tierra, Tumbalá es el yutbal-lum, el ombligo, el lugar donde se formó la Tierra. Después creó los 12 chuntie wiñik parecidos a los hombres, para cargarla, la Tierra es plana, ellos se cansan de cargarla y cuando quieren cambiar de hombro, la Tierra se mueve y hay temblores. También creó a los primeros hombres, parecidos a los chuntie wiñik, pero no inmortales, quienes vivieron y fueron ingratos con Ch'ujtiat, el cual envió un diluvio para matarlos a todos; cuando cesó la lluvia....”
Fragmento de la cosmogonía de los choles

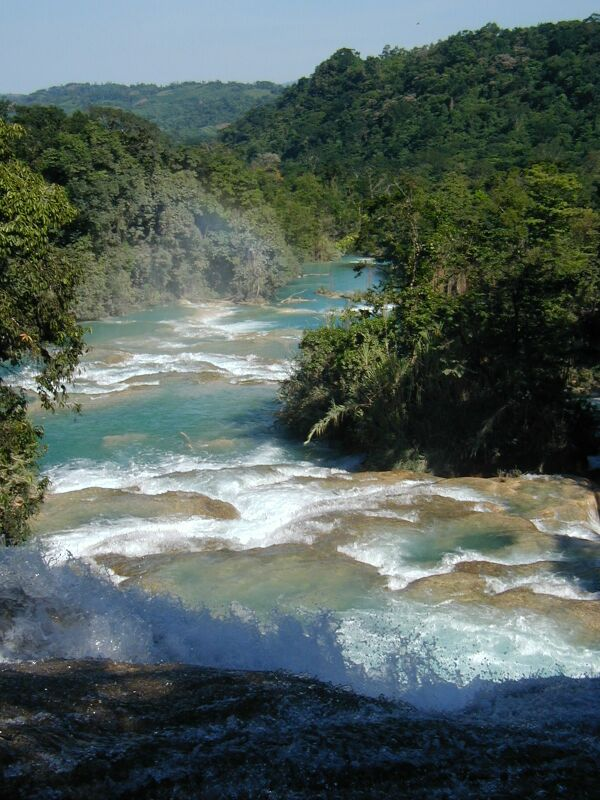
Cascadas de Agua Azul en el municipio de Tumbalá.

Actualmente viven en los municipios de Palenque, Tila, Sabanilla, Tumbalá, Salto de Agua, Ocosingo. Yajalón, Catazajá, Huitiupán, Chilón ubicados en el norte del estado de Chiapas y en los municipios de Amatlán, La Libertad, Macuspana, ubicados en el sur del estado de Tabasco.
La etnia de los choles habla el idioma chol (o ch’ol)  que pertenece a la rama occidental “cholano” de la familia de las lenguas mayenses, representan el 12.5 % de los habitantes que hablan lenguas indígenas en el estado de Chiapas, su economía está centrada en la porcicultura, ganadería y la agricultura, cultivando maíz, frijol, café, caña de azúcar, ajonjolí y algunas especies de árboles frutales.

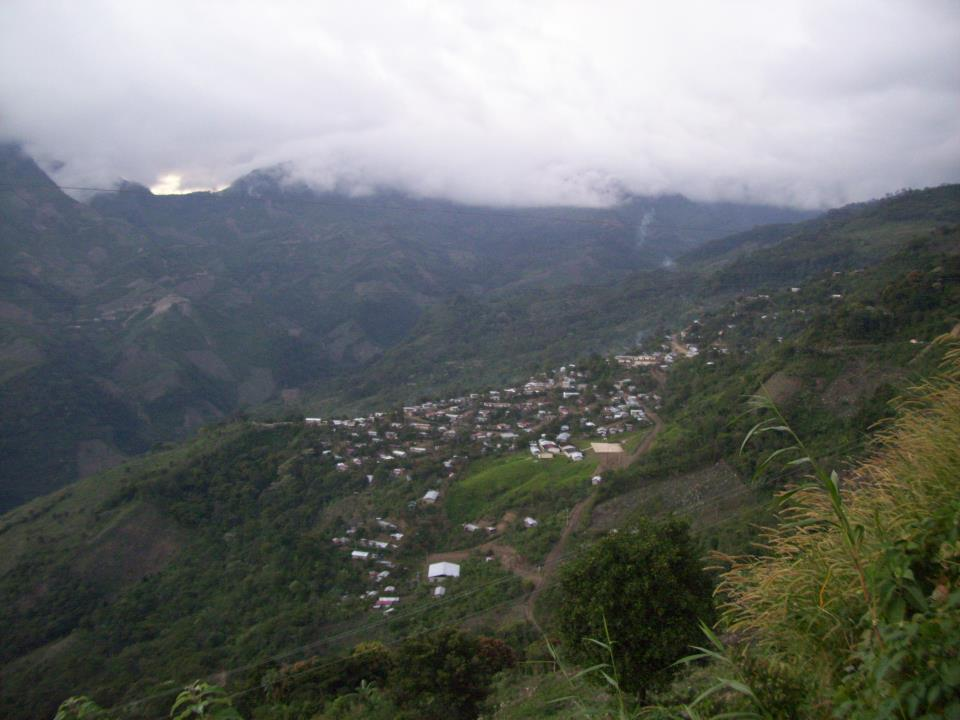
Vista panorámica de un pueblo de Tila

Los choles viven en zona montañosa con clima cálido húmedo, cerca de ríos caudalosos como el río Tulijá, el río Amarillo y otros afluentes del río Usumacinta, donde se pueden apreciar la cascada de Misol-Ha y la

## Historia

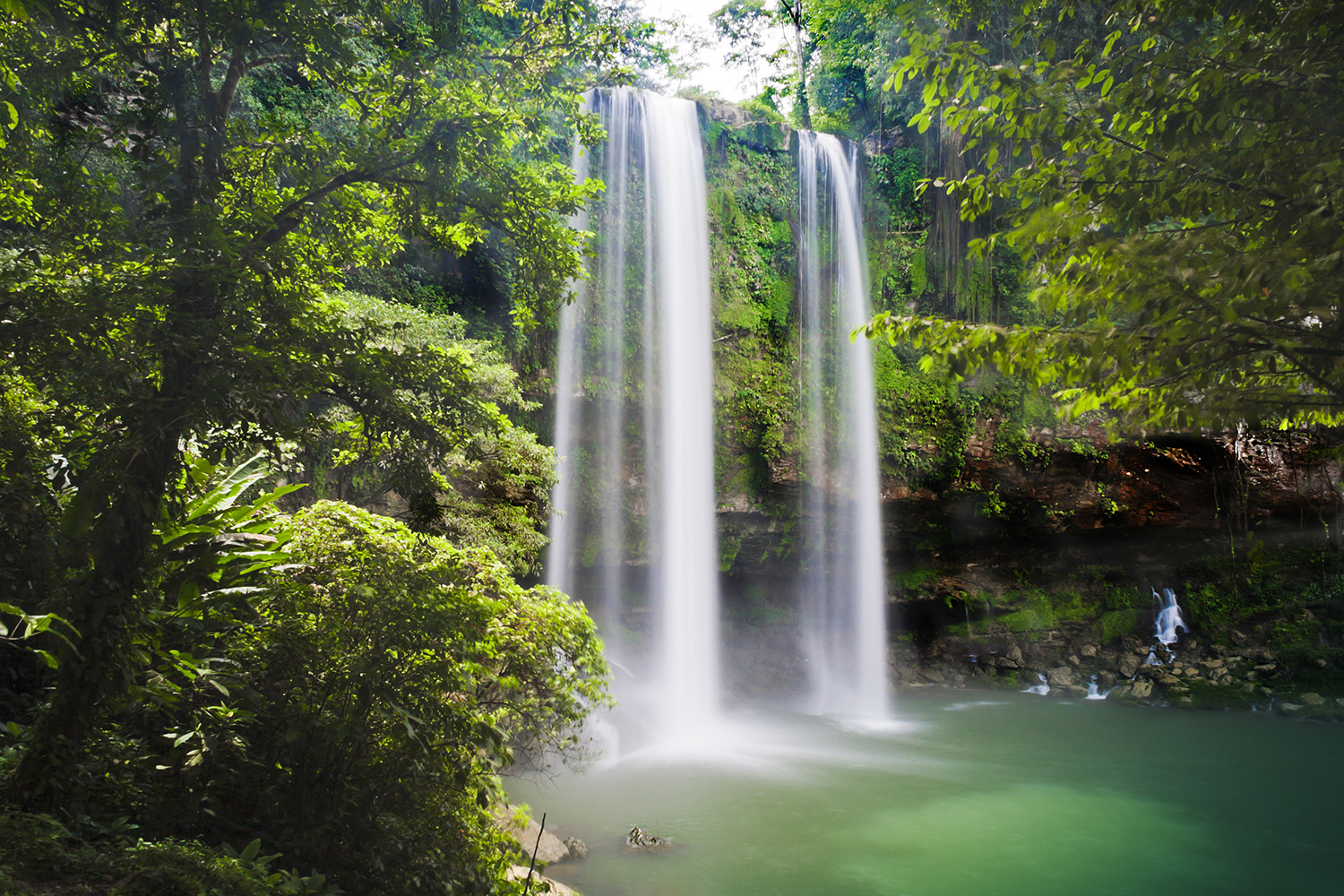
Misol-Ha en el municipio Salto de Agua.

A sus antepasados prehispánicos se les atribuye la construcción de sitios arqueológicos de esta zona. En 1530 los conquistadores españoles comenzaron a invadir sus territorios, provocando que los choles se internaran en la selva lacandona. En 1559 el fraile dominico Pedro Lorenzo realizó una tarea de convencimiento, evangelización y organización para que las diferentes etnias (tzeltales, pochutlas y choles) que habitaban en la zona, se trasladaran hacia sitios más accesibles en poblados y comunidades. Fue entonces cuando los encomenderos abusaron y sometieron a la etnia, esclavizándola bajo el régimen de encomiendas, en especial en Chilón, San Pedro y Yuyuxlumil (río Amarillo), era común la práctica del derecho de pernada, algunos choles tienen rasgos caucásicos debido a ello.
Después de la independencia de México, los choles siguieron siendo explotados como peones en las fincas, fueron cautivos por los sistemas de "tiendas de rayas" sin poder mejorar su calidad de vida. Durante la guerra de Reforma y la revolución mexicana, la población de los choles fue diezmada.  
En 1936 debido a la Reforma Agraria, las grandes fincas cafetaleras de la zona fueron divididas, lo cual transformó la economía del pueblo de los choles quienes se centraron en el monocultivo de café (fincas menores a cinco hectáreas), abandonando el cultivo del maíz.  
Los choles tienen una buena relación con sus vecinos tseltales, tsotsiles y zoques, pues todos ellos siempre han tenido un interés común frente a los mestizos: "la defensa y restitución de sus tierras". Algunos choles han participado desde 1994 en las actividades del Ejército Zapatista de Liberación Nacional, buscando mejores condiciones de vida, cuentan con un representante en el Comité Clandestino Revolucionario Indígena y algunos de ellos viven en los Municipios Autónomos Zapatistas: La Paz, El Trabajo, Che Guevara y Vicente Guerrero los cuales se encuentran en el norte de Chiapas.

## Sociedad y religión
El matrimonio es considerado muy importante entre los choles, es la base de la familia, tienden a tener relaciones endógamas, aunque a veces se casan con parejas de otras localidades, antiguamente los matrimonios estaban "arreglados" desde la niñez de los novios. Al casarse, el novio ayuda a los trabajos del suegro durante un período de seis meses a tres años. El compadrazgo es un vínculo especial que une a las familias.
Como los antiguos mayas, los choles consideran que la tierra no es una mercancía, por lo cual no puede ser una propiedad individual, es la madre que da vida, la tierra ofrece, pero también exige, es un ser vivo del cual los humanos se proveen, de una u otra forma la tierra se usufructúa si y solo si es trabajada.  
Los choles católicos y evangélicos practican un sincretismo religioso con antiguas creencias mayas, se realizan ritos ceremoniales para rendir culto a la tierra, en cuevas y manantiales piden por lluvias y buenas cosechas, mediante rezos, velas, aguardiente y sacrificio de animales, de igual forma realizan promesas a santos, realizan peregrinaciones, arreglan santuarios y dan limosna en los templos. El Señor de Tila, en Tila, es ampliamente venerado.
Las pugnas entre católicos y evangélicos, así como el proselitismo de partidos políticos, ha generado divisiones entre los integrantes de la etnia y grandes diferencias.

## Aclaración importante
Para los choles (wiñik), existe una diferencia entre los vocablos ch'ol y chol.  En el idioma de los wiñik, "idioma" se dice "t'an", es decir los wiñik hablan el ch'ol t'an; los cronistas españoles del siglo XVI designaron el vocablo chol tanto para el idioma como para la etnia, sin embargo hablando el ch'ol t'an: la palabra chol significa milpa, razón por la cual a los "choles" se les conoce también como "milperos".

## Sitios web consultados
- “Mundo Chiapas, etnias, choles”
- “Universidad Veracruzana”, mayense: “Choles”
- “Así es Chiapas”, cultura viva etnias choles
- ‘’Comisión nacional para el desarrollo de los pueblos indígenas” “e-indígenas.gob.mx choles”
- Comisión nacional para el desarrollo de los pueblos indígenas monografía de los choles

- Datos: Q1274273